# Meinhard Ier de Goritz-Tyrol
Meinhard Ier, né vers 1194 et mort le 22 juillet 1258, fut comte de Goritz à partir de 1232 et comte du Tyrol de 1253 jusqu'à sa mort. Son mariage avec Adélaïde, alors héritière du Tyrol, a jeté les bases de l'ascension au pouvoir de sa dynastie. 

## Biographie
Meinhard est le fils d'Engelbert III (mort en 1220), comte de Goritz depuis 1189, et de son épouse Mathilde, fille du comte Berthold III d'Andechs, margrave d'Istrie, et sœur du puissant comte Berthold IV d'Andechs nommé duc de Méranie par l'empereur Frédéric Barberousse en 1188. Les ancêtres d'Engelbert (Meinhardiner), d'origine bavaroise, avaient acquis de vastes domaines sur le territoire du patriarcat d'Aquilée ayant transféré leur résidence à Goritz. Par l'intermédiaire de sa mère Mathilde d'Andechs, Meinhard hérita également du comté de Mitterburg (Pazin), dans le centre de l'Istrie. 
Seul héritier du comté de Goritz après la mort de son oncle Meinhard II en 1232, il pourrait élargir son influence dans le sud-est du Saint-Empire en épousant Adélaïde, l'une des deux filles d'Albert IV, comte du Tyrol, en 1237. La sœur cadette d'Adélaïde, Élisabeth de Tyrol, est mariée à Otton VIII d'Andechs, petit-fils de Berthold IV ; cette mariage, toutefois, resta sans enfants.
Un partisan de la maison de Hohenstaufen, Meinhard a fortement soutenu l'empereur Frédéric II dans son conflit acharné avec le pape Innocent IV et a été nommé en retour gouverneur impérial du duché de Styrie et de la marche de Carniole après la mort du dernier souverain de la maison de Babenberg, le duc Frédéric le Querelleur sans héritiers en 1246. À partir de 1250, également gouverneur du duché sans prince d'Autriche, Meinhard ne prévalut pas face à la chute de la dynastie des Hohenstaufen : son règne en Carniole fut contesté par la maison ducale de Carinthie, les Sponheim, et en Autriche et en Styrie, il fut expulsé par le prince Přemsyl Ottokar II, fils du roi Venceslas Ier de Bohême, en 1251.
Au cours des troubles du Grand Interrègne qui a suivi la mort de l'empereur Frédéric II en 1250, le comte Meinhard, soutenu par son beau-père Albert IV du Tyrol, a tenté de prendre le contrôle du duché de Carinthie, mais a échoué dans une campagne infructueuse contre le duc Bernhard de Sponheim et son fils Philippe, archevêque élu de Salzbourg. Le 8 septembre 1252, il fut finalement vaincu et arrêté à Greifenburg en Carinthie. Selon la paix de Lieserhofen, conclue le 27 décembre 1252, il devait remettre ses fils Meinhard II et Albert à l'archevêque Philippe comme otages. Tous deux furent emprisonnés au château de Hohenwerfen près de Salzbourg et ne furent libérés qu'en 1258. Meinhard et Albert IV du Tyrol durent également payer une compensation et renoncer à certaines possessions dont Mittersill, Virgen, Matrei et Oberdrauburg.

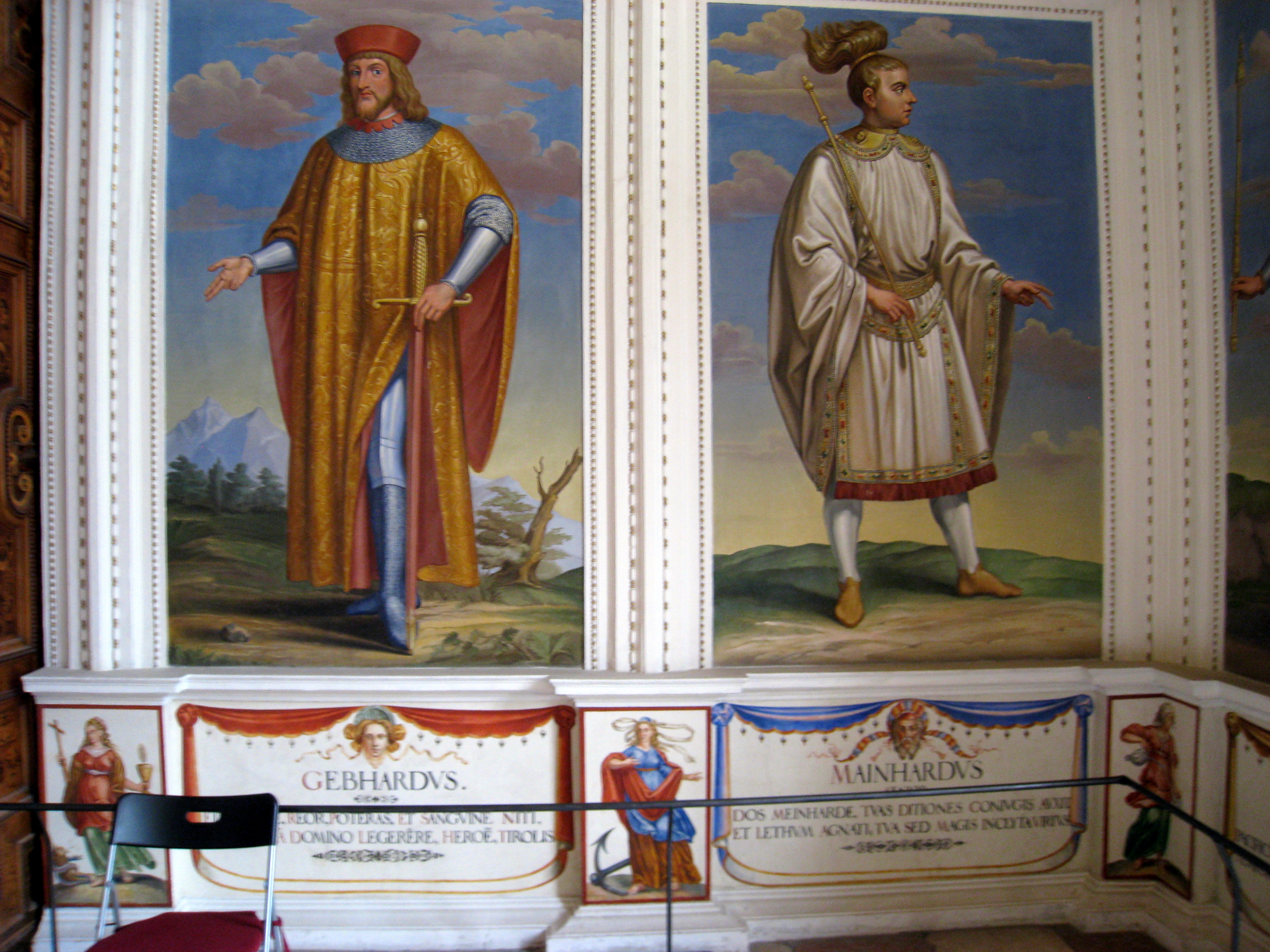
Meinhard (à droite) et Gebhard, tableaux au château d'Ambras.

Le 22 juillet 1253, Albert IV du Tyrol est mort et Meinhard partage le comté de Tyrol lors d'une réunion avec son beau-frère Gebhard de Hirschberg, second mari d'Élisabeth de Tyrol, à Mérano. Meinhard prend la partie sud qui était en querelles constantes avec les évêques de Trente. Son fils Meinhard II acquiert plus tard également les terres des comtes de Hirschberg, héritiers de Gebhard, en 1284 et deux ans plus tard reçoit même le duché de Carinthie des mains de Rodolphe de Habsbourg, roi des Romains.
Meinhard Ier meurt en 1258 et fut enterré au château Tyrol. Sa dépouille mortelle a été transférée plus tard dans l'abbaye de Stams.

## Union et postérité
Vers 1237, Meinhhard épousa Adélaïde, fille d'Albert IV, comte du Tyrol. Ils ont eu quatre enfants connus :
- Meinhard II (1239-1295), comte de Goritz et du Tyrol, nommé duc de Carinthie en 1286 ;
- Albert Ier (mort en 1304), comte de Goritz ;
- Adélaïde (morte en 1291), épousa le comte carinthien Frédéric Ier d'Ortenbourg ;
- Berthe (morte en 1267), épousa le comte souabe Conrad de Kirchberg-Wullenstetten.

## Source
- Anthony Stokvis, Manuel d'histoire, de généalogie et de chronologie de tous les États du globe, depuis les temps les plus reculés jusqu'à nos jours, préf. H. F. Wijnman, éditions Brill à Leyde 1889, réédition 1966, volume II, chapitre VI  C 1. , et tableau généalogique n° 11 « Généalogie des comtes de Goritz et de Tyrol ».